# Hans vom Hoff
Hans vom Hoff (* 1. Mai 1899 in Wermelskirchen; † 15. November 1969 ebenda) war ein deutscher Politiker und Gewerkschaftsfunktionär.

## Leben
Hans vom Hoff absolvierte als Sohn eines Bandwirkermeisters nach der Volksschule eine Lehre im väterlichen Betrieb. Von 1917 bis 1919 leistete er seinen Wehrdienst an der Westfront und war anschließend beim Telegraphenbauamt Hannover als Hilfskraft tätig. Nebenbei erwarb er im Selbststudium bis 1921 die Mittlere Reife und trat im Anschluss bei den Continental-Werken in Hannover ein und stieg dort bis 1923 zum stellvertretenden Abteilungsleiter auf.
Ab 1923 war er hauptberuflicher Funktionär des Zentralverbands der Angestellten, zunächst als Hannoveraner Gausekretär, dann als  Bezirksleiter der Bezirke Hagen, Lübeck, Essen und Düsseldorf. 1924 trat vom Hoff der SPD bei. Nach der sogenannten Machtergreifung der Nationalsozialisten und der Auflösung der Gewerkschaften wurde er entlassen und bis 1935 bei der Hansa-Volksversicherung in Düsseldorf als Organisationsleiter tätig. 1935/1936 war er wegen Vorbereitung zum Hochverrat in Haft, die Anklage wurde jedoch aus Mangel an Beweisen fallengelassen. Anschließend war vom Hoff Bezirksdirektor der Hamburg-Mannheimer Versicherung in Düsseldorf. Von 1939 bis 1943 leistete vom Hoff erneut Militärdienst und wurde dann Betriebsleiter eines Motoreninstandsetzungswerkes in Bremen.
Nach dem Ende des Zweiten Weltkrieges wurde er im November 1945 von der britischen Militärregierung als Landrat von Nienburg/Weser eingesetzt und übte dieses Amt bis Ende 1946 aus. Beim Wiederaufbau der Gewerkschaften in der britischen Besatzungszone spielte vom Hoff eine wichtige Rolle, 1946/1947 war er Mitglied im Zonenausschuss der Gewerkschaften der britischen Besatzungszone, ab 1947 als Leiter der Hauptabteilung Organisation, Verwaltung und Finanzen Mitglied des Bundesvorstands des DGB in der britischen Besatzungszone. Von 1949 bis 1952 gehörte vom Hoff als Leiter der Hauptabteilung Wirtschaftspolitik dem Geschäftsführenden Vorstand des DGB unter Hans Böckler an. In dieser Funktion befürwortete er die von Böckler forcierte parteipolitische Unabhängigkeit des DGB und ein pragmatisches Verhältnis zur Bundesregierung unter Konrad Adenauer. 1950 wurde vom Hoff durch die Bundesregierung in die deutsche Delegation zu den Verhandlungen um den Schumanplan berufen.
Im Gegensatz zu einem Großteil der Gewerkschaftsmitglieder zeigte sich vom Hoff 1952 offen für einen deutschen Wehrbeitrag und stellte sich nach Kontroversen darum 1952 nicht mehr zur Wiederwahl in den Bundesvorstand, sondern wechselte als persönlicher Berater Jean Monnets in die Hohe Behörde der Europäischen Gemeinschaft für Kohle und Stahl.
Nachdem 1953 aus kommunistischen Kreisen Vorwürfe lanciert wurden, vom Hoff habe mit dem NS-Regime sympathisiert, wurde er kurzzeitig „wegen ungewöhnlich groben Verstosses gegen die Kollegialität und gewerkschaftliche Solidarität“ aus der Gewerkschaft Handel, Banken und Versicherungen ausgeschlossen. Ein durch vom Hoff angestrengtes Gerichtsverfahren entlastete ihn jedoch auf ganzer Linie, so dass 1954 der Ausschluss wieder rückgängig gemacht wurde.

## Ehrung
- Ein Fischdampfer der Gemeinwirtschaftlichen Hochseefischerei GmbH, Bremerhaven, (GHG), trug den Namen Hans vom Hoff. Gebaut wurde er 1950 auf der Rickmerswerft, Bremerhaven.